# Aderus kempi
Aderus kempi es una especie de coleóptero de la familia Aderidae. Fue descrita científicamente por Kenneth Gloyne Blair en 1924.

## Distribución geográfica
Habita en Meghalaya (India).